# Nucleus (tijdschrift)
Nucleus was een Vlaams conservatief opinieblad, dat werd uitgebracht van 1990 tot begin 2010. Het maandblad stelde zich tot doel een mensbeeld te verdedigen dat samenhangt met de duizendjarige Europese beschaving van Grieks-christelijke signatuur.

## Geschiedenis
De vzw Nucleus werd opgericht door advocaten Pieter Huys, Jean-Pierre De Bandt en Fernand Keuleneer, ondernemer Andries Van den Abeele, professor Claude Polin en journalist Paul Belien. Pieter Huys was tot aan zijn overlijden de verantwoordelijke uitgever en vanaf 1999 de hoofdredacteur. Vroegere hoofdredacteurs waren Paul Belien van 1990 tot 1995 en senator Robert Gijs (1931-1999) van 1995 tot 1999.
Verschillende Vlaamse politici, publicisten en wetenschappers leverden een bijdrage aan Nucleus, waaronder Leo Tindemans, Manu Ruys, Koenraad Elst, Matthias Storme, Michel Schooyans, Urbain Vermeulen, Mark Eyskens, Alexandra Colen, Gerolf Annemans, Guy Verhofstadt, Herman Van Rompuy, Paul De Grauwe, Gerard Bodifée en Boudewijn Bouckaert.
Er verschenen ook artikelen van buitenlandse auteurs, zoals de Nederlandse journalist Jérôme Heldring en de voormalig president van Tsjechië Václav Klaus. Ook de Franse historicus Jean Sévillia, de Nederlandse psycholoog Gerard van den Aardweg en de Poolse filosoof Leszek Kolakowski leverden bijdragen.
Diverse artikelen werden op de website van Nucleus volledig in het Nederlands, het Frans en het Engels weergegeven.
Op 8 juli 2009 overleed Pieter Huys. In januari 2010 verscheen een huldenummer aan hem gewijd, dat meteen het einde betekende van het tijdschrift. De website werd eveneens afgesloten.
Knack vermeldde het tijdschrift in 2019 als "een bij het grote publiek onbekend opinieblad dat gretig gelezen en besproken werd in Vlaamse en christelijke kringen".